# Bartholomäus Scherrenmüller
Bartholomäus Scherrenmüller, teillatinisiert Bartholomaeus Schermüller de Aula (* vor oder um 1450 in Aalen; † nach 1493, möglicherweise in Tübingen) war ein deutscher Mediziner und Universitätsprofessor.
Nach dem 1469 begonnenen Studium und dem Magister artium (1476) in Erfurt wechselte Scherrenmüller an die Universität Tübingen, wo er 1477 als Hochschullehrer an der Artistenfakultät und 1492 als Professor für Medizin belegt ist.
Graf Eberhard im Bart bzw. dessen Gemahlin regten Scherrenmüller zu Übersetzungen medizinischer Schriften ins Deutsche an. Drei medizinische Widmungsexemplare Scherrenmüllers für den württembergischen Grafen blieben aber offensichtlich unbenutzt. Handschriftlich überliefert sind:
- ein Gesundheitsregimen (Regimen und uffenthalt der gesunthait), übersetzt und bearbeitet 1493 aus der Summa conservationis et curationis des Wilhelm von Saliceto[2]
- Buch von der wundartzny, eine Teilübersetzung der sechsbändigen Chirurgia des Pietro d’Argellata.

Ein von Scherrenmüller verfasstes Schwangeren-Regimen ist nicht erhalten.